# یوزف یورکانین
یوزف یورکانین (چکی: Josef Jurkanin؛ زادهٔ ۵ مارس ۱۹۴۹) بازیکن فوتبال اهل جمهوری چک بود.
از باشگاه‌هایی که در آن بازی کرده‌است می‌توان به باشگاه فوتبال اسپارتا پراگ، باشگاه فوتبال اسلاویا پراگ، و باشگاه فوتبال تپلیس اشاره کرد.
وی همچنین در تیم ملی فوتبال چکسلواکی بازی کرده‌است.